# Melanagromyza tarapacensis
Melanagromyza tarapacensis är en tvåvingeart som beskrevs av Spencer 1982. Melanagromyza tarapacensis ingår i släktet Melanagromyza och familjen minerarflugor. Inga underarter finns listade i Catalogue of Life.